# Brebbia
Brebbia (Brébia in dialetto varesotto) è un comune italiano di 3 132 abitanti della provincia di Varese in Lombardia. Fa parte della zona collinare della provincia di Varese (zona ovest) e il suo territorio è bagnato dal Lago Maggiore. Fa parte del Medio Verbano Orientale.
Ha una forte zona industriale e anche molti campi ad uso agricolo, in alcuni dei quali si sta recuperando l'antica coltivazione del Fagiolo di Brebbia (Fasòeu de Brebièe) diventato anche Comunità del Cibo di Slow Food. Brebbia inoltre fa parte della zona agraria numero 3 della Provincia di Varese (Valli del medio Verbano).

## Origini del nome
Attestata come Brebia o Bribia tra il X e il XIII secolo, oltre che Plebbia nel latino ecclesiastico, deriva probabilmente da plebula, diminutivo di plebs, "pieve, parrocchia". Il significato sarebbe dunque "piccola parrocchia".

## Storia
Secondo Bombogni e Redaelli, Brebbia era un forte castello in età romana, con porte e contrade, tra le quali, la contrada De Curte. I Romani fabbricarono un tempio a Minerva, e Gneo Terenzio per primo vi pose i bagni, e vi si celebravano i giochi quinquatrj celebri ai romani. Già nel secolo X si fa menzione dell'antichissima chiesa di San Pietro, che era goduta in commenda dall'arcivescovo di Milano, i quali avevano altresì il titolo di signori di Brebbia fino al secolo XIV, e che perciò diede asilo e rifugio a molti famosi alti prelati di Milano che si rifugiarono presso il castello, come gli arcivescovi Gotifredo da Castiglione, Anselmo V Pusterla, Enrico Settala, che qui morì.
Il castello di Brebbia fu successivamente distrutto nel 1263 dai Torriani. Nel trattato di pace tra l'arcivescovo Cassone Tornano e Matteo Visconti, signore du Milano, stipulato in Asti, riferisce che "né il detto Matteo né il comune di Milano con suo consenso si sarebbe intromesso nei luoghi sottoposti all'arcivescovato, e fra questi viene nominata la Castellanza di Brebbia". Ancora oggi, nei pressi di Brebbia vi è un luogo detto il Castellazzo, dove abitavano gli arcivescovi, il quale fu successivamente posseduto dall'antica famiglia Besozzi Rabagliona, e poi dai Bernacca.

### Simboli
Lo stemma e il gonfalone sono stati concessi con decreto del presidente della Repubblica del 20 febbraio 1985.
Il gonfalone è un drappo inquartato di azzurro, di bianco, di rosso e di giallo.

## Monumenti e luoghi d'interesse
La chiesa dei Santi Pietro e Paolo, edificio romanico del XII secolo, è costruito sulle fondamenta di una più piccola chiesa del VII secolo e probabilmente sui resti di un antico tempio pagano.

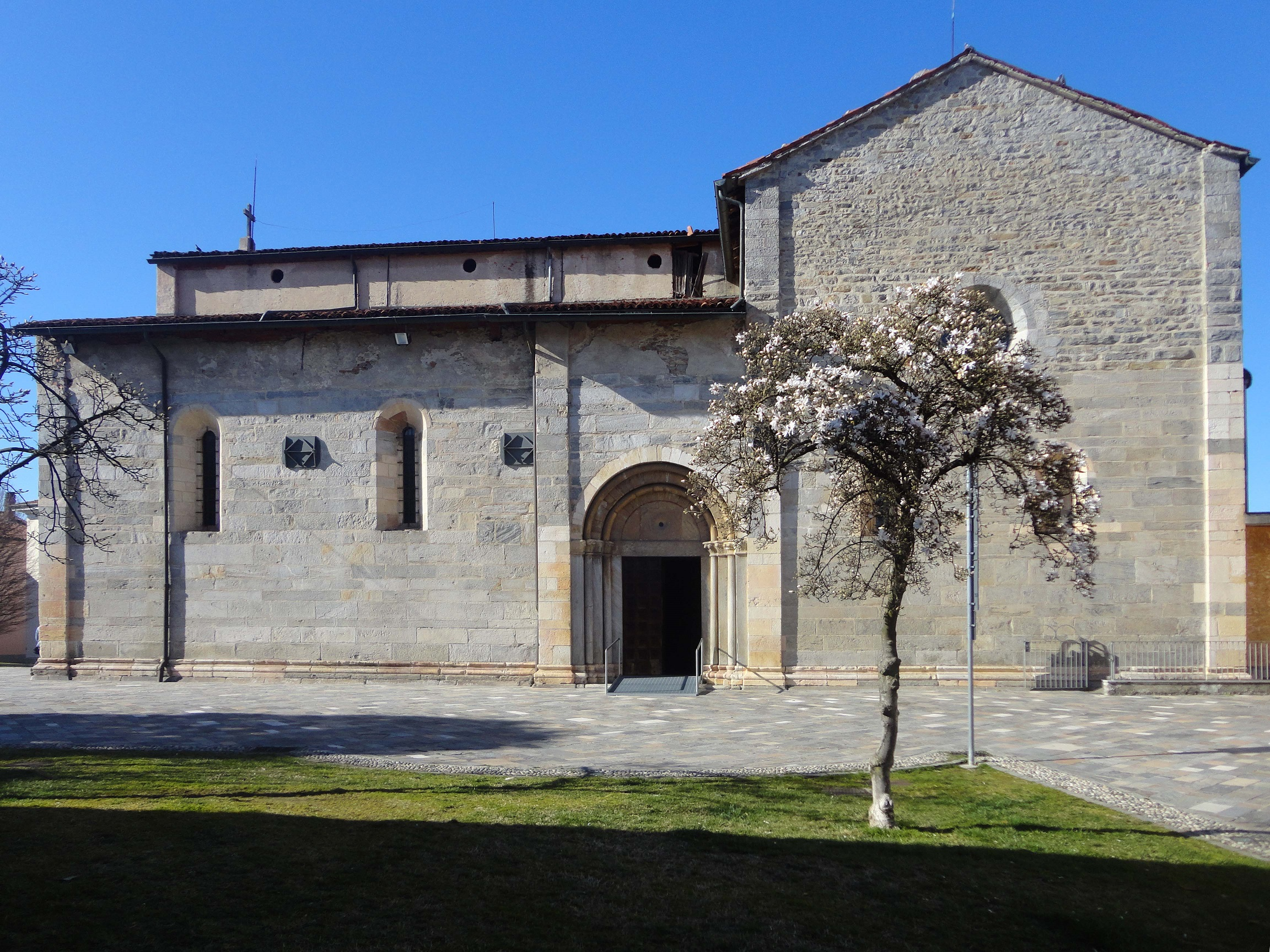
Parete sud della chiesa dei Santi Pietro e Paolo a Brebbia

Il Museo della Pipa - Pipe Brebbia S.r.l., nato nel 1979, ha reso pubblica una collezione privata di pipe (inclusa una collezione di pipe di Gianni Brera) e di oggetti e scritti correlati realizzata dal fondatore della Pipe Brebbia, Enea Buzzi.
Il laghetàsc è una piccola torbiera paludosa situata sulla Motta Pivione a Brebbia, in mezzo ad un castagneto. Nello stagno crescono diverse piante di cipresso calvo delle paludi. Il sentiero che circonda il Laghetàsc fa parte delle Vie Verdi del Verbano.

## Società

### Evoluzione demografica
- 400 nel 1751
- 665 nel 1805
- annessione a Bardello nel 1809
- 1 102 nel 1853
- 1 166 nel 1859

Abitanti censiti

## Geografia antropica
Le frazioni del comune di Brebbia sono: Brebbia Superiore, Ronchée, Bozza.
Sono inoltre presenti nel territorio le seguenti località:
- Brebbia Centro: Preölegie, Borghetto (Bûrghet), Frecc, Gesioeu;
- Brebbia Superiore: Castellaccio (ur Castelasc), Roncaccio, Cascina Bara, Marzée, Mirabella (Mirébéle), Torbiera;
- Ronchée: Piona (Piûne), Sué, Campagna, Bosco grosso;
- Bozza: Bozza lago (Böze), Bozza mulino, Mulino nuovo (Mûrin noeuv), Ghigerima inferiore (Ghigérimé), Ghigerima superiore, Motta Pivione;
- altri: Mirasole (Miresö), Vignetta (Vignéte), Ronco, Paû, San Martin, Laghetasch, Piner spésé, Mott, Roncaglia (divisa con il comune di Bardello con Malgesso e Bregano), Vittorio Veneto, Cascina Cucù, Case Piano, Ghiggerima, Giardinetto, La Chiesuola, Uccelliera, Villaggio Europa.

## Infrastrutture e trasporti

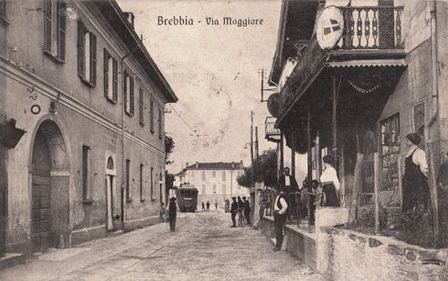
Brebbia, via maggiore con il tram

Brebbia è attraversata dalla ex strada statale 629 e dalle provinciali 50 Varese-Ispra e 69 Vergiate-Laveno Mombello. Il servizio di trasporto pubblico è costituito dagli autoservizi pubblici Varese-Vergiate e Angera-Laveno Mombello.

Fra il 1914 e il 1940 Brebbia ospitò una stazione della tranvia Varese-Angera, gestita dalla Società Anonima Tramvie Orientali del Verbano (SATOV).

## Amministrazione

### Elenco dei sindaci di Brebbia
Di seguito una lista dei sindaci di Brebbia dalla Liberazione (25 aprile 1945) in poi.
| Periodo           | Periodo           | Primo cittadino     | Partito                                | Carica                           | Note |
| ----------------- | ----------------- | ------------------- | -------------------------------------- | -------------------------------- | ---- |
| 1945              | 1951              | Mario Bricarello    |                                        | Sindaco                          |      |
| 1951              | 1956              | Oreste Paolo Caglio |                                        | Sindaco                          |      |
| 1956              | 1960              | Luigi Colombo       |                                        | Sindaco                          |      |
| 1960              | 1975              | Francesco Antonelli |                                        | Sindaco                          |      |
| 1975              | 1980              | Peppino Pinorini    |                                        | Sindaco                          |      |
| 1980              | 1995              | Edoardo Franzetti   |                                        | Sindaco                          |      |
| 1995              | 1996              | Aldo Baranzini      |                                        | Sindaco                          |      |
| 1997              | 2006              | Adolfo D'agata      | Forza Italia                           | Sindaco, commissario prefettizio |      |
| 2006              | 2011              | Rosella Barboni     | Lista Civica                           | Sindaco                          |      |
| 16 maggio 2011    | 5 giugno 2016     | Domenico Gioia      | Lista Civica                           | Sindaco                          |      |
| 5 giugno 2016     | 19 settembre 2023 | Alessandro Magni    | Lega Nord                              | Sindaco                          |      |
| 20 settembre 2023 | 10 giugno 2024    | Salvatore Ciarcià   |                                        | Commissario prefettizio          |      |
| 10 giugno 2024    |                   | Giulio Brughera     | lista civica Obiettivo Brebbia Insieme | Sindaco                          |      |

## Sport
Le società sportive locali, tutte dilettantistiche, sono la Canguri Brebbia per l'hockey in-line, il Brebbia 2019 nel calcio e il Nuoto Club Brebbia per le discipline natatorie.